# Mistrovství světa v silniční cyklistice 1981
54. mistrovství světa v silniční cyklistice se konalo v Praze od 26. do 30. srpna 1981 a bylo součástí oslav stého výročí organizované cyklistiky v českých zemích. Na programu byly tři závody jednotlivců s hromadným startem (profesionálové na 281,4 km, amatéři na 187,6 km a ženy na 53,6 km) a časovka amatérských družstev na 100 km. Individuální závody se jely na okruhu Strahovem, trať časovky vedla ze Smíchova do Štěchovic a zpět. 
Mezi profesionály vyhrál po spurtu silné vedoucí skupiny Belgičan Freddy Maertens, dokončilo 69 závodníků ze 112 startujících. Favorizovaný Bernard Hinault propásl rozhodující únik, sólovou jízdou se dokázal dotáhnout do vedoucí skupiny, ale vydané síly mu ve finiši chyběly a skončil třetí. Závod amatérů rozhodl v závěrečném kole únik Rudyho Rogierse (Belgie) a Andreje Vedernikova (SSSR), který měl v cílové rovince více sil. Soutěž žen pro sebe rozhodla šestnáctiletá Ute Enzenauerová ze západního Německa, nejmladší mistryně světa cyklistické historie. V časovce družstev porazili východní Němci olympijské vítěze ze Sovětského svazu o téměř tři minuty.
Českoslovenští reprezentanti obhájili ve stejné sestavě bronzové medaile v časovce družstev z moskevské olympiády, v závodě mužů skončil nejlépe Svatopluk Henke na 13. místě, což bylo při výhodě domácí trati označováno spíše za zklamání. Ženská cyklistika tehdy v Československu teprve začínala, tomu odpovídalo umístění domácích závodnic, z nichž byla nejlepší Hana Hotová na 47. pozici.   

## Medailisté
| Závod:           | Zlato                                            | Čas     | Stříbor                                                   | Čas     | Bronz                                                | Čas     |
| Profesionálové   | Freddy Maertens                                  | 7:21,59 | Giuseppe Saronni                                          | -       | Bernard Hinault                                      | -       |
| Amatéři          | Andrej Vedernikov                                | 4:47,05 | Rudy Rogiers                                              | -       | Gilbert Glaus                                        | + 48 s  |
| Časovka družstev | Falk Boden Bernd Drogan Mario Kummer Olaf Ludwig | 1:59:16 | Jurin Kaširin Oleg Logvin Sergej Kadackij Anatolij Jarkin | 2:02:06 | Milan Jurčo Michal Klasa Alipi Kostadinov Jiří Škoda | 2:02:28 |
| Ženy             | Ute Enzenauerová                                 | 1:30,02 | Jeannie Longová                                           | -       | Connie Carpenterová                                  | -       |

## Medailová bilance
| Pořadí | Stát             | Zlatá medaile | Stříbrná medaile | Bronzová medaile | Celkem |
| 1      | Belgie           | 1             | 1                | 0                | 2      |
| 1      | Sovětský svaz    | 1             | 1                | 0                | 2      |
| 3      | Západní Německo  | 1             | 0                | 0                | 1      |
| 3      | Východní Německo | 1             | 0                | 0                | 1      |
| 5      | Francie          | 0             | 1                | 1                | 2      |
| 6      | Itálie           | 0             | 1                | 0                | 1      |
| 7      | Švýcarsko        | 0             | 0                | 1                | 1      |
| 7      | USA              | 0             | 0                | 1                | 1      |
| 7      | Československo   | 0             | 0                | 1                | 1      |
| Celkem | Celkem           | 4             | 4                | 4                | 12     |